# 活機器
活機器（Living Machines）又称活的机器、生活机器或生命机器，它是一種廢水處理的設計形式，以模仿濕地的清潔功能。他們是密集的生物修復系統，也可以產生有益的副產物，如甲烷煤氣，食用和觀賞植物，以及魚。水產品和濕地植物，細菌，藻類，原生動物，浮游生物，蝸牛，蛤，魚和其他生物體是用來在系統中，提供具體的清洗或營養功能。在溫帶氣候下，該系統的水箱，水管和過濾器，置於一個溫室，以提高溫度，以及生物活動的頻率。生活機器初步的發展，一般是歸功於約翰托德，後來在現已不運作的新煉金術中心研究出Bioshelter的概念。	
生活機器，是新墨西哥生活設計集團有限責任公司 ，的註冊商標。生活機器屬於新興學科的生態工程，並有許多相似的系統在歐洲建立，在當地被稱為“活機器”。

## 設計理論
居住機器的規格甚廣，由後院實驗到大型的公共工程。一些生活機器在幾個生態自覺的村莊運作並處理廢水，如芬德霍恩社區，蘇格蘭。
，部分生活機器處理半都市區的混和污水，像南伯靈頓·佛蒙特 每個系統的設計是專門處理一定數量的水，每天運作，而該系統也能接受一些特殊的水體。舉例來說，如果進水含有高水平的重金屬 ，居住機器的設計必須包括適當生物來積累重金屬。  在"春季時，有相當高濃度的毒素會累積在水裡。這一突如其來的毒素提升是一個快速累積的例子。